# 安平樹屋
23°00′12″N 120°09′35″E / 23.00332°N 120.159751°E

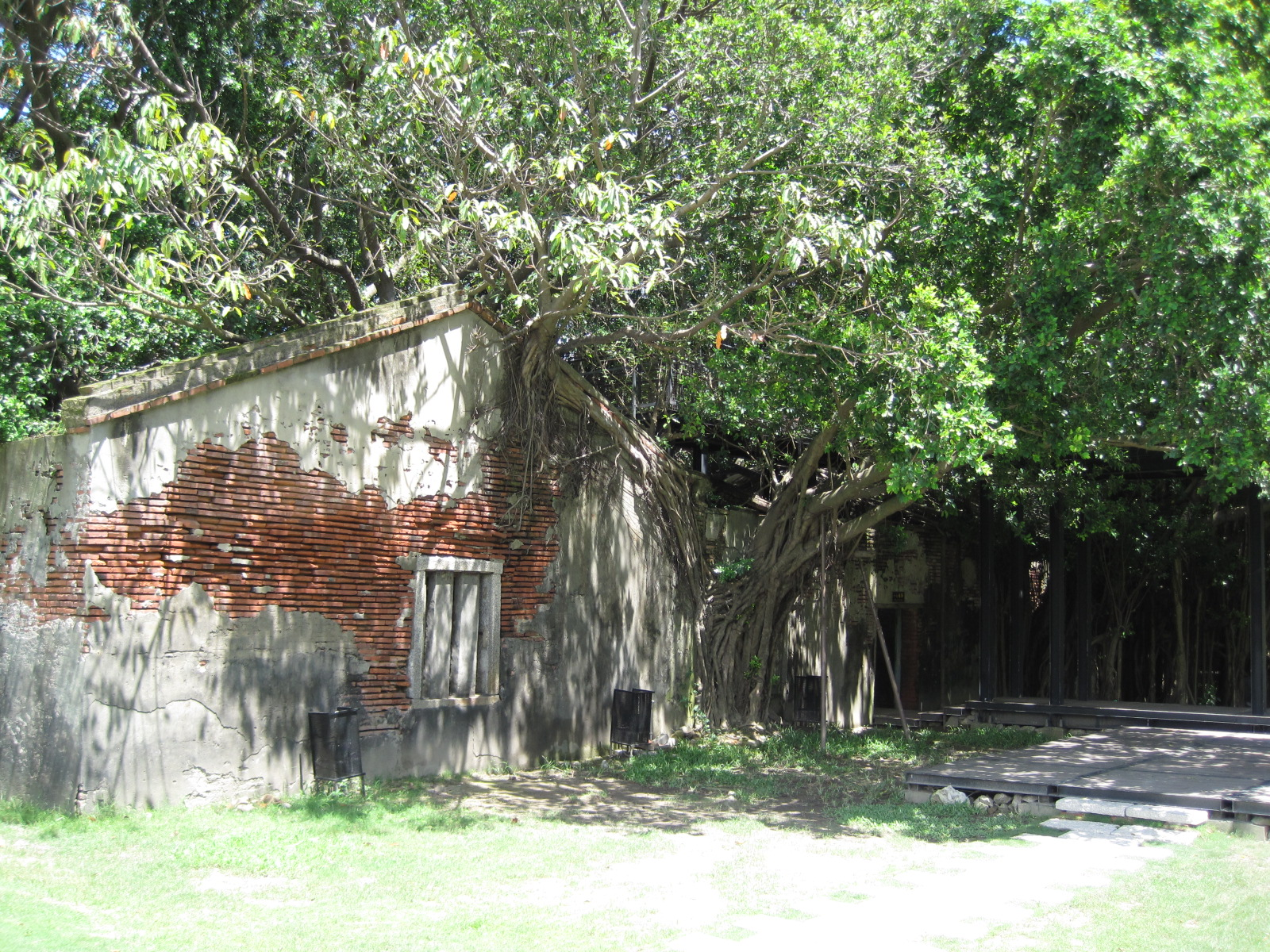
樹屋外觀 （2010年）

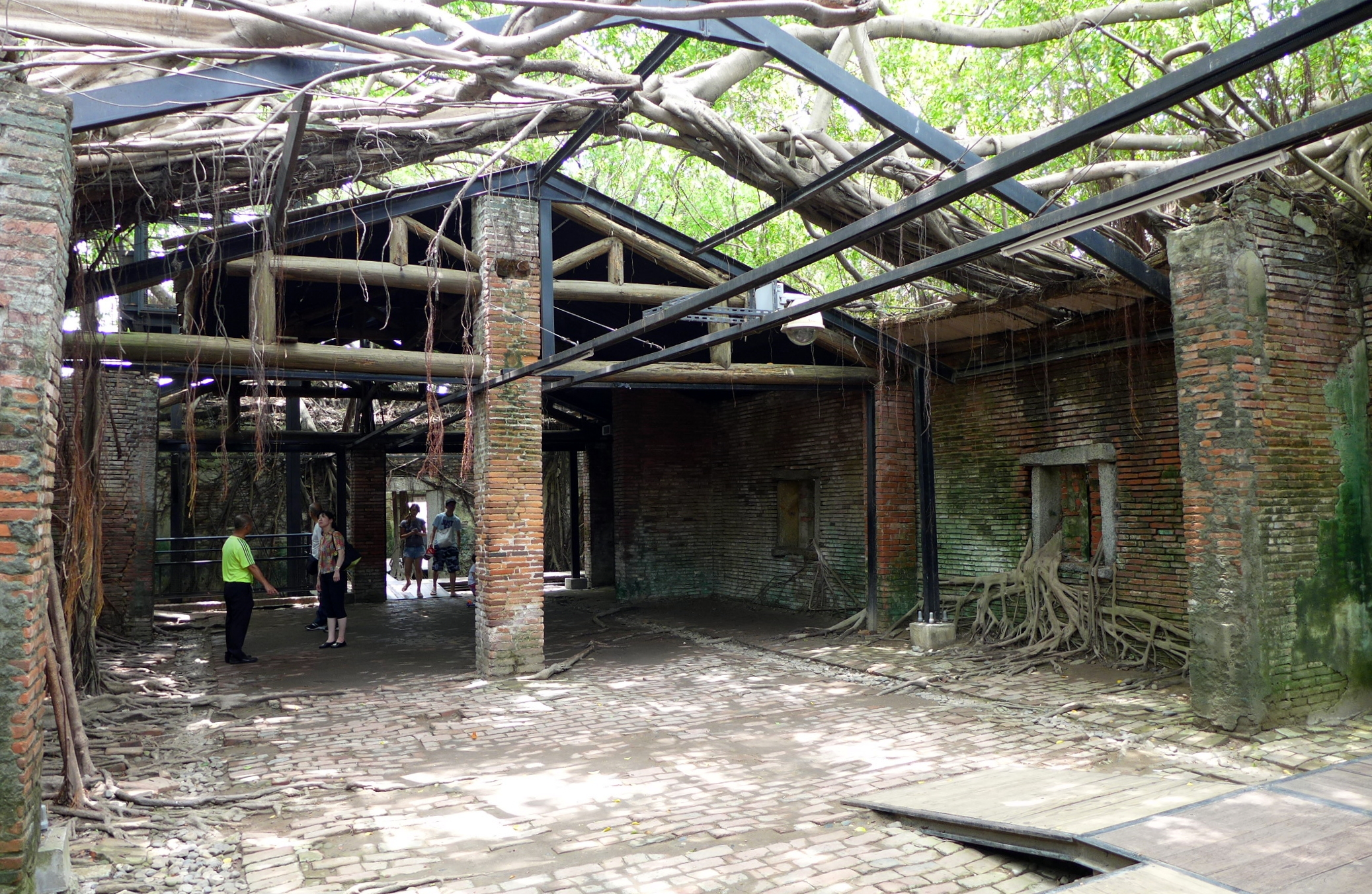
樹屋內景（2015年）

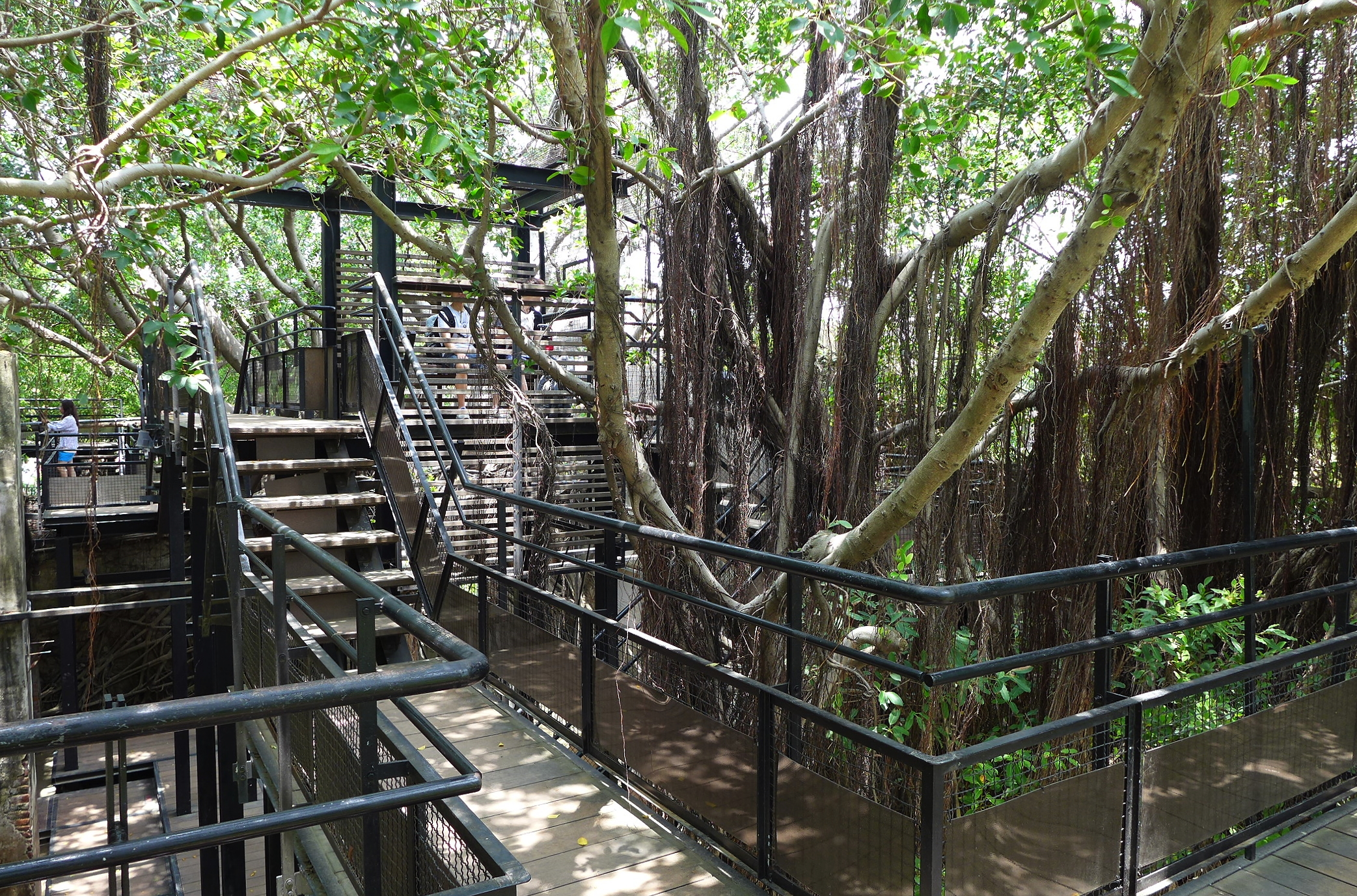
在2004年加建的鐵棧橋與木棧道，方便遊人參觀

安平樹屋是臺灣臺南市安平區的知名景點，位於德記洋行的隔壁。該建築原本是德記洋行的倉庫，依據門楣花崗石、窗框基石與木屋架構等判定約建於19世紀末，此外所使用的磚頭來自熱蘭遮城。以建築物與榕樹共生為其特色。

## 沿革
安平樹屋的前身是德記洋行的倉庫，後來在日治時期與德記洋行建築一同交由大日本鹽業使用。二次大戰後，該倉庫一度又被繼承的臺鹽所使用，但後來任其荒廢；以致於建築物被榕樹入侵，共生而成樹包屋、屋包樹、滿地落葉的面貌，成為年輕人探險去處。
許添財任臺南市長之際，經過重新規畫，在2004年時建立黑色的上空鐵棧橋與木棧道，移除地面落葉，以便遊人參觀。目前與英商德記洋行、書法家朱玖瑩故居連成一氣，為同一園區。

## 相關創作
香港作家譚劍的輕小說《貓語人》系列首作《殺意樹》即以安平樹屋為重要設定，假設老樹被惡靈附體而醞釀複雜的殺人計畫。

### 引用
1. ↑  曹婷婷. . 臺南市政府文化局. 2014-12: 50–53. ISBN 978-986-04-3031-8.